# Dryocora walkeri
Dryocora walkeri is een keversoort uit de familie Prostomidae. De wetenschappelijke naam van de soort is voor het eerst geldig gepubliceerd in 1904 door Lea.